# Pier Arrigo Barnaba
Pier Arrigo Barnaba (Buja, 25 febbraio 1891 – Buja, 26 febbraio 1967) è stato un politico e militare italiano.

## Biografia
Membro della nobile famiglia dei Barnaba, prese parte alla Grande guerra nell'8º Reggimento alpini e ottenendo varie decorazioni. Nel'agosto del 1918, il tenente degli alpini Barnaba fu paracadutato oltre le linee nemiche del Piave con il compito di reperire informazioni da inviare poi alle linee italiane. Per questa attività fu poi decorato con la medaglia d'oro al valor militare. Fu il primo alpino paracadutista della storia .
Nel 1922 ebbe un incidente motociclistico; secondo Tito Zaniboni, che nella Grande guerra era ufficiale nel medesimo reggimento, Barnaba avrebbe ottenuto prestigio e decorazioni militari facendo credere che le ferite dovute all'incidente fossero state procurate in guerra.
Amico di Italo Balbo con cui aveva condiviso gli anni dello squadrismo nel 1923 fu promosso luogotenente della Milizia Volontaria Sicurezza Nazionale. Nel 1924 nelle liste dei Blocchi Nazionali fu eletto alla Camera in quota al Partito Nazionale Fascista. Il 20 ottobre 1927 nasce la figlia Simonetta.
Prese parte come capitano alla guerra d'Etiopia al termine della quale fu nominato podestà di Udine nel 1937. Mantenne la carica anche alla proclamazione della Repubblica Sociale Italiana nonostante che i territori orientali fossero stati di fatto annessi dai tedeschi nella zona d'operazioni del Litorale adriatico. Nel 1944 fu arrestato dai tedeschi con l'accusa di aver aiutato i partigiani. Dopo la reggenza di Lorenzo Alciati il Comune fu commissariato con Giovanni Mantovani.
Ritiratosi dalla politica al termine della guerra, fu eletto consigliere comunale a Udine nel Movimento Sociale Italiano nel 1965.

## Onorificenze
Barnaba fu decorato con una medaglia di bronzo e d'argento nel corso della Grande guerra. La medaglia d'argento fu commutata in medaglia d'oro al valor militare l'8 gennaio 1922 con regio decreto. In seguito fu ancora decorato con una medaglia d'argento nella Guerra d'Etiopia.